# Conversus (revista)
Conversus es la revista de divulgación científica del Instituto Politécnico Nacional, de México, realizada a través de su Centro de Difusión de Ciencia y Tecnología. Esta revista cuyo público objetivo son estudiantes e investigadores se publica cada dos meses en formato impreso y electrónico. Además desde 2013 forma parte del índice de revistas mexicanas de divulgacion científica y tecnológica del Consejo Nacional de Ciencia y Tecnología.

## Historia
Su fundación fue en 2001 y durante 10 años su objetivo principal fue dar a conocer los proyectos de investigación y desarrollo tecnológico del Instituto Politécnico Nacional. 
En 2011 la revista comenzó la divulgación de la ciencia, tecnología e innovación enfocándose principalmente en los jóvenes, motivo por el cual se presentó en las redes sociales y creó un canal de videos en Youtube llamado ConversusTV, el cual obtuvo el Premio Nacional de Periodismo en divulgación en 2017.
Ha colaborado con el Consejo Nacional de Ciencia y Tecnología, Olympus, Coca Cola México, revista Ciencia y Desarrollo, revista National Geographic en Español, revista ¿Cómo ves?, revista Ciencia y revista Cuartoscuro en el Concurso Nacional de Fotografía Científica.